# آنتوان گیون اولیویه
آنتوان گیوم اولیویه (زاده ۱۹ ژانویه ۱۷۵۶، لز آرکس در نزدیکی تولون – ۱ اکتبر ۱۸۱۴، لیون) حشره‌شناس و طبیعت‌شناس فرانسوی.

## زندگی
اولیویه در مون‌پلیه در رشته پزشکی تحصیل کرد و در آنجا با پیر ماری آگوست بروسونه رابطهٔ دوستی برقرار کرد. با همکاری ژان گیوم بروگر و ژان باپتیست لامارک مجلۀ تاریخ طبیعی (۱۷۹۲) را منتشر کرد. سپس به‌عنوان طبیعت‌شناس در یک سفر علمی ۶ ساله به آسیای صغیر، ایران، مصر، قبرس و کورفو سفر کرد، و در سال ۱۷۹۸ پس از گردآوری مجموعهٔ بزرگی از نمونه‌های تاریخ طبیعی به فرانسه بازگشت. او بعدها به دانشکده دامپزشکی ملی آلفورت راه یافت، و در سال ۱۸۱۱ در این دانشکده به عنوان استاد جانورشناسی منصوب شد. اولیویه دوست نزدیک خوان کریستین فابریشز و حامی پی‌یر آندره لاتریه بود.

اگرچه اولیویه در درجه اول یک حشره‌شناس بود، اما به مطالعهٔ دوزیستان نیز علاقمند بود و در این زمینه نیز مطالعاتی داشت و چندین گونه جدید از مارمولک‌های آسیایی را معرفی کرد. او همچنین چند گونه گیاهی از جمله Prunus arabica (در زبان عامه به بادام شیرازی، بادام عربی و بادام کبود شناخته می‌شود) و Quercus libani (یوول یا بلوط لبنانی) را معرفی کرد.

## آثار

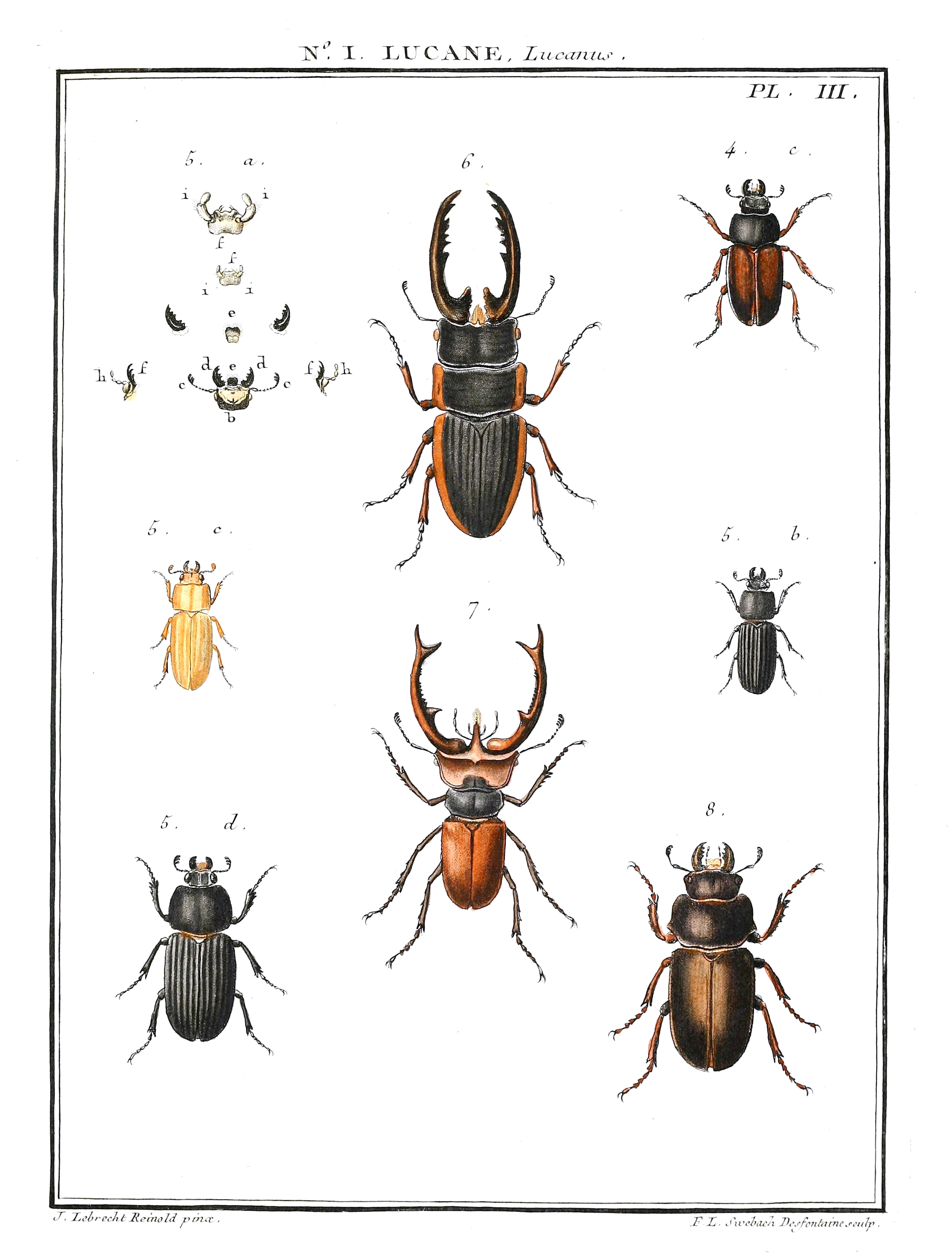
قابی از حشرات، مربوط به تاریخ طبیعی حشرات، ۱۸۰۸م.

اولیویه نویسندهٔ کتاب‌های، سوسک‌ها، پاریس بادوئین ۱۸۰۸–۱۷۸۹ (۱۱ ویرایش)، حشره‌شناسی یا تاریخ طبیعی حشرات (۱۸۰۸) و سفر به امپراتوری عثمانی، مصر و ایران (۱۸۰۷) بود. او همچنین یکی از همکاران دایرةالمعارف روشمند بود.

## میراث
در حال حاضر بیشتر مجموعهٔ او در موزه ملی تاریخ طبیعی پاریس نگهداری می‌شود.

گونه‌ای از مارمولک به نام Mesalina olivieri به پاس خدمات او نامگذاری شده‌است.